# Catacombe van Sint-Felicitas
De Catacombe van Sint-Felicitas of Catacombe van Maximus (Italiaans: Catacombe di Santa Felicita) is een van de catacombecomplexen in de Italiaanse stad Rome. De catacombe ligt aan Via Salaria ten noorden van de door de Aureliaanse Muur omgeven stadskern.

## Toponiem
De catacombe staat bekend als de Catacombe van Maximus, naar de naam van de eigenaar van het land waarin het is opgegraven, zoals vereist door de huidige wet. Na het edict van Milaan in 313 draagt de catacombe de naam van de bekendste martelaar die daar begraven ligt; in veel gevallen wordt de dubbele benaming doorgegeven in oude documenten. In het Liber pontificalis verschijnt voor het eerst de naam van de Catacombe van Sint-Felicitas. In de zeventiende eeuw stond de catacombe bekend als de Catacombe van Sint-Anthonius, omdat het land waarop het zich bevond eigendom was van het klooster van Sint-Anthonius, gelegen in de Franse stad Vienne.

## Martelaren
In de catacombe worden twee martelaren herdacht: Felicitas en haar zoon Silvanus. In werkelijkheid herinnert de Depositio martyrum op de datum van 10 juli aan het martelaarschap van Felicitas en zeven andere martelaren, die de daaropvolgende traditie, als gevolg van een legendarische passio van de vijfde eeuw, alle broers en zonen van Felicitas maakte: één werd begraven met zijn moeder in de Catacombe van Maximus, en de anderen begraven in de Catacombe van de Jordaniërs (Martialis, Vitalis en Alexander), de Catacombe van Priscilla (Felix en Filip) en de Catacombe van Pretextatus (Gennaro). Deze martelaren zouden zijn gedood tijdens de regeerperiode van Marcus Aurelius (2e eeuw) en begraven op verschillende begraafplaatsen in Rome. Tot op de dag van vandaag zijn wetenschappers verdeeld over de historiciteit van de passie en over de verwantschap van de martelaren: zeker in de oudheid werd de dies natalis van deze martelaren, dat wil zeggen de herdenkingsdag van hun dood, vooral herdacht met een volksfeest, van waaruit een intense toewijding volgde tot in de vroege middeleeuwen.

## Geschiedenis
Volksdevotie manifesteerde zich in de catacombe met de bouw van een ondergrondse basiliek gewijd aan de martelaar Silvanus en bovengronds met een oratorium gewijd aan Felicitas. Deze twee constructies zijn te danken aan paus Bonifatius I (418-422), die zich toen liet begraven in een openluchtgraf, naast de kapel van Felicitas. Deze drie gebouwen waren in de 16e eeuw nog steeds zichtbaar en staan op de kaart van Rome van Bufalini (uit 1551). Met de overbrenging van de relieken van Felicitas naar de kerk van Santa Susanna binnen de muren van Rome door paus Leo III (begin 9e eeuw), werd de catacombe geleidelijk verlaten en vergeten.
Aan het einde van de achttiende eeuw werden marmeren platen met inscripties en epigraven ontdekt in de buurt van een gebouw, van waaruit een trap die afdaalde naar galerijen met grafnissen, verbonden met de onderliggende catacombe. Het was dankzij het werk van de archeoloog Giovanni Battista de Rossi in de negentiende eeuw dat de catacombe werd geïdentificeerd als dat van Felicitas.

## Beschrijving
De Catacombe van Sint-Felicitas is verdeeld over drie niveaus: op het eerste niveau, het oudste, bevindt zich de kleine basiliek gewijd aan de martelaar Silvanus, waarvan de bouw dateert uit de tweede helft van de vierde eeuw. De relikwieën van de martelaar werden geplaatst in een altaar in de bodem van de kleine basilicum. In dezelfde kamer was er een schildering, ontdekt in 1884 en daterend uit het einde van de 7e eeuw of het begin van de 8e eeuw, van Byzantijnse oorsprong, dat Felicitas uitbeeldt omringd door haar zeven kinderen. Door een aardverschuiving in de muur zijn er nog maar een paar fragmenten van overgebleven: er is echter een kopie bewaard gebleven, in opdracht van de Rossi vervaardigd door de schilder Gregorio Mariani.